# Mărculești (okręg Jałomica)
Mărculești – wieś w Rumunii, w okręgu Jałomica, w gminie Mărculești. W 2011 roku liczyła 1505 mieszkańców.